# Eparchia charkowska
Eparchia charkowska i bohoduchowska – jedna z eparchii Ukraińskiego Kościoła Prawosławnego Patriarchatu Moskiewskiego, ze stolicą w Charkowie. Jej biskupem ordynariuszem jest metropolita charkowski i bogoduchowski Onufry (Łehki), zaś funkcję katedry pełni sobór Zwiastowania w Charkowie.

## Historia

Eparchia charkowska na tle podziału administracyjnego UKP PM

Za moment początkowy funkcjonowania eparchii uznaje się ukaz cara Pawła I i Świątobliwego Synodu Rządzącego powołujący do życia eparchię ukraińsko-słobodzką z siedzibą w Charkowie, wydzieloną z eparchii biełgorodzkiej. Jej pierwszym ordynariuszem został biskup Krzysztof (Sułyma), zaś status katedry eparchii uzyskał sobór Zaśnięcia Matki Bożej w Charkowie. W 1836 eparchia zmieniła nazwę na charkowską i achtyrską, zaś od 1946 na charkowską i bohoduchowską.
W 1799 eparchia liczyła 673 czynne cerkwie. Do rewolucji październikowej liczba ta wzrosła do 1063. W ramach antykościelnej polityki władze radzieckie do 1941 zamknęły niemal wszystkie z nich – w momencie ataku III Rzeszy na ZSRR jedyną czynną świątynią na terytorium eparchii była cerkiew Kazańskiej Ikony Matki Bożej w Charkowie. W 1946 status soboru katedralnego uzyskał zwrócony wiernym sobór Zwiastowania w Charkowie. 
Współcześnie eparchii podlega 190 parafii obsługiwanych przez 155 kapłanów.

## Monastery
Na terenie eparchii działają dwa monastery:
- monaster Opieki Matki Bożej w Charkowie, męski, w jego obrębie znajduje się rezydencja biskupów charkowskich[7].
- monaster św. Michała Archanioła w Łozowej, żeński

## Biskupi charkowscy[8]

### Słobodzko-ukraińscy i charkowscy
- Krzysztof (Sułyma), 1799–1813
- Apollo (Tereszkewicz), 1813–1817
- Paweł (Sabbatowski), 1817–1826
- Witalis (Borisow-Żegaczow), 1826–1832
- Innocenty (Aleksandrow), 1832–1835

### Charkowscy i achtyrscy
- Melecjusz (Leontowicz), 1835–1840
- Smaragd (Kryżanowski), 1840–1841
- Innocenty (Borisow), 1841–1848
- Elpidifor (Bieniediktow), 1848
- Filaret (Gumilewski), 1848–1859
- Makary (Bułgakow), 1859–1868
- Nektariusz (Nadieżdin), 1869–1873
- Sawa (Tichomirow), 1874–1879
- Justyn (Ochotin), 1879–1882
- Ambroży (Kluczariow), 1882–1901
- Flawian (Gorodiecki), 1901–1903
- Arseniusz (Briancew), 1903–1914
- Antoni (Chrapowicki), 1914–1918
- Nataniel (Troicki), 1921–1927 (de facto do 1924)
- Konstantyn (Diakow), 1927–1935
- Innocenty (Letiajew), 1935–1936
- Innocenty (Tichonow), 1937
- Aleksander (Pietrowski), 1937–1938

### Charkowscy i bohoduchowscy
- Stefan (Procenko), 1945–1960
- Nestor (Tuhaj), 1961–1964
- Leonid (Łobaczow), 1964–1967
- Leoncjusz (Gudimow), 1967–1970
- Nikodem (Rusnak), 1970–1984
- Ireneusz (Seredni), 1984–1989
- Nikodem (Rusnak), 1989–2011
- Onufry (Łehki), od 2012